# Hammer Beilnstein

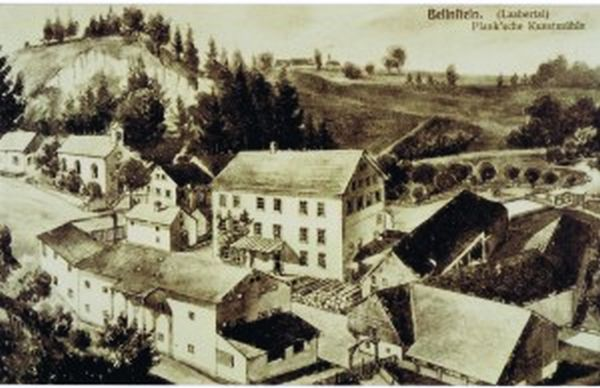
Hammermühle Beilnstein um 1900

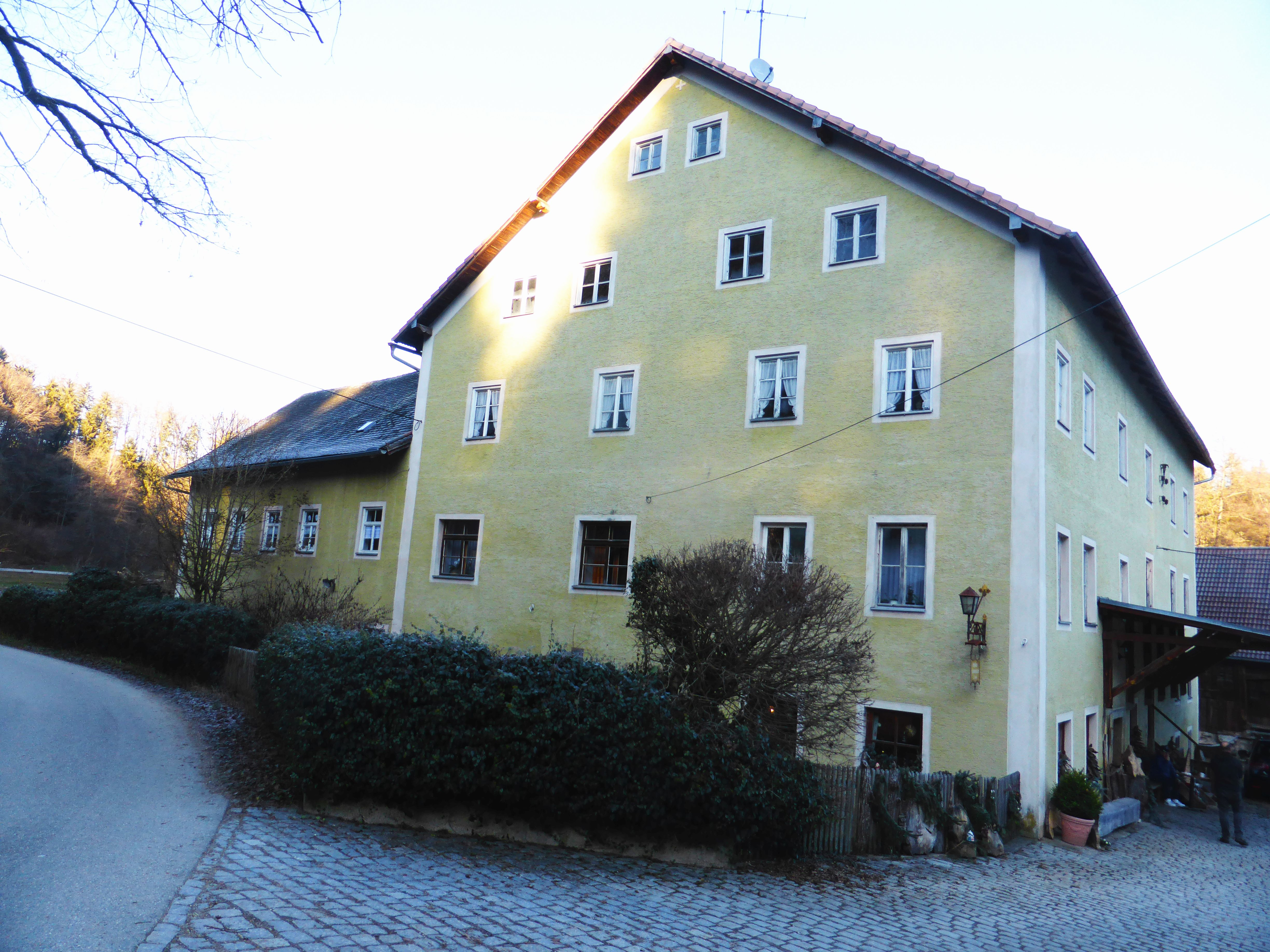
Gasthaus Hammermühle heute

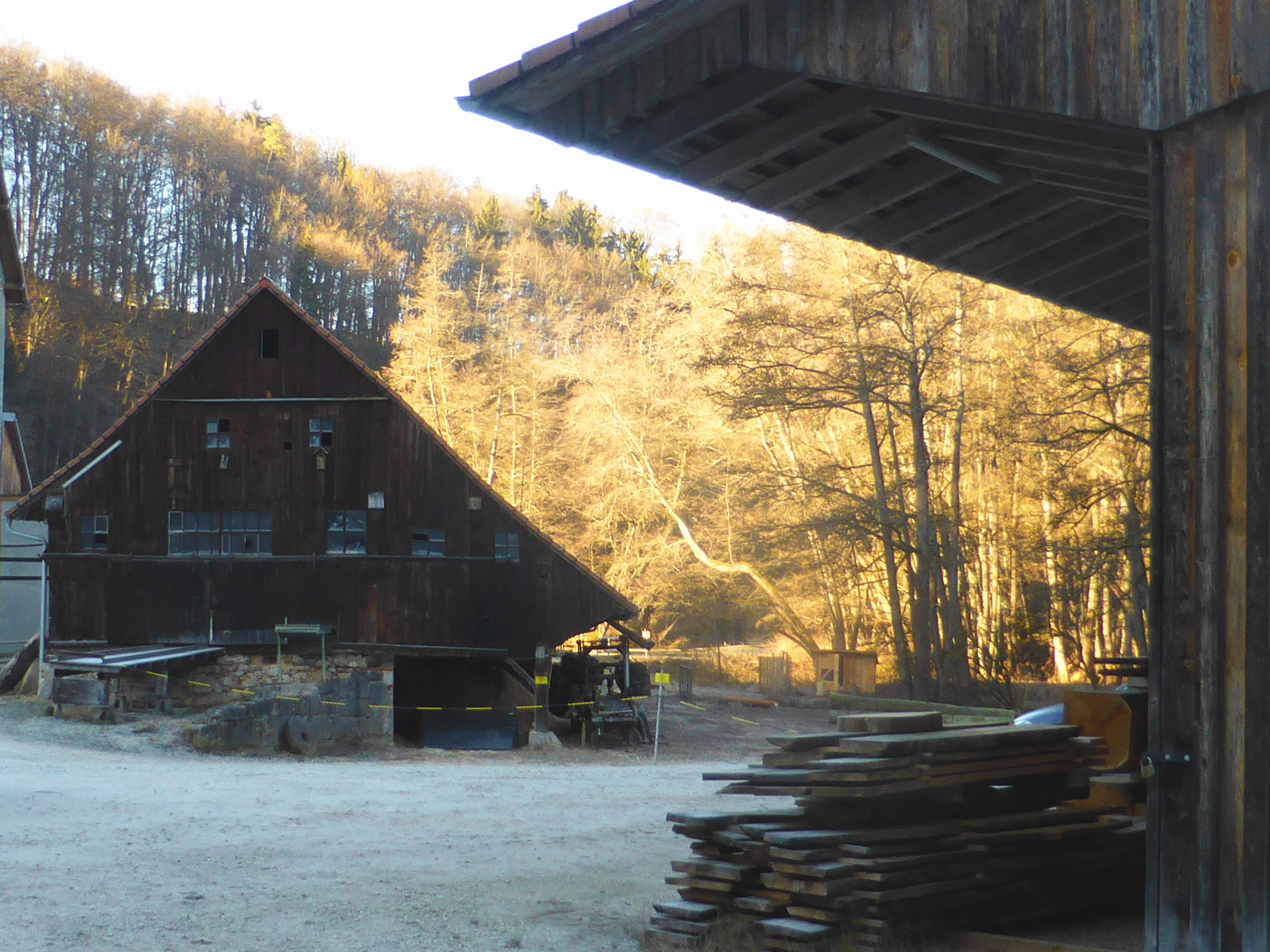
Hammermühle Beilnstein heute

Der Hammer Beilnstein (heute Hammermühle Beilnstein, Beilnstein 1) befindet sich in dem Ortsteil Beilnstein der Oberpfälzer Gemeinde Beratzhausen.

## Geschichte
1584 wurde in Beilnstein an der Schwarzen Laber von Martin Olperer ein Blechhammer errichtet, der bis 1630 dokumentiert ist: 1624 bis 1629 wird der Hammermeister Lorenz Mulzer genannt, 1630 ist Caspar Raben der Hammermeister von Peulnstein, das damals dem Simon von Labrique von Schloss Kollersried gehörte. Labrickh von Lanoy und Kollersried stammte aus Savoyen. Simon de Labrique de Lanoy war um 1600 pfalz-neuburgischer Kanzler. Sein Nachfolger Friedrich Wilhelm von Labrickh  war 1679 kurbayerischer Wachtmeister.
Martin Olperer und Lorenz Mulzer waren zugleich die Pröbste des Klosters Prüfening in Hemau. 1597 wird erwähnt, dass das Kloster Anspruch auf „zwen Theil Zehent“ in Beilnstein habe. Nach einem Visitationsbericht über die Eisen- und Blechhämmer in Pfalz-Neuburg vom 9. Juni 1615 ist dort der Hammermeister Georg Knath tätig. Von ihm wird berichtet, dass er Sinter einschmolz. Dafür brauchte man größere Mengen an Holzkohle, die man aus dem Paintner Forst  beziehen konnte. Das brachte ihm aber eine Beschwerde anderer Hammerherren ein, die keinen  Deuchel (Roheisen) an ihn verkaufen konnten. 1604 beklagte sich die Witwe des Hammergründers Barbara Olperin über die hohen Abgaben für das Holz aus dem Forst. Drauf wurden diese von 10 kr pro Klafter auf 8 kr reduziert. 1630 erhielt Caspar Raben 36 Klafter Windbruch als „Khollholz“ vom Pflegamt Beratzhausen.

## Hammermühle Beilnstein heute
An der Stelle des Hammerwerks befindet sich heute die sogenannte Hammermühle, die von der Gastwirts- und Müllerfamilie Plank betrieben wird. Die Familie Plank ist seit 1835 im Besitz der Hammermühle, damals erwarb der Müller Johann Plank zu Plankstetten „das durchgehende Ritterlehen Peilnstein, Gut, Mühle und Hammer mit allen Ein- und Zugehörungen zu Dorf und Feld, an Gebäuden, Gehölz, Acker, Wiesen, Wässern, Wun und Weide mit allerhöchstlehensherrlicher Genehmigung“. Die Consens-Urkunde trägt „die allerhöchsteigene Unterschrift Ludwigs – von Gottes Gnaden König von Bayern. Geschehen am 25. September im Jahre Eintausendachthundertfünfunddreißig Unseres Reiches im zehnten.“ Damals zählte der Ort B(P)eilnstein 27 Häuser, 25 Familien und 112 Einwohner. 1896 reiste ein Plank zur Millenniumsausstellung nach Budapest, wo ihm zum ersten Mal elektrischer Strom vorgeführt wurde. Er war beeindruckt von den „brennenden Glühbirnen ohne Flamme“ und so stattete er seine Mühle mit einem Dynamo zur Stromproduktion aus. Es sollen Schaulustige von nah und fern nach Beilnstein gekommen sein, um diese Neuerung zu bestaunen. Heute wird vom Sägewerk der Hammermühle weiterhin Strom ins Netz gespeist.

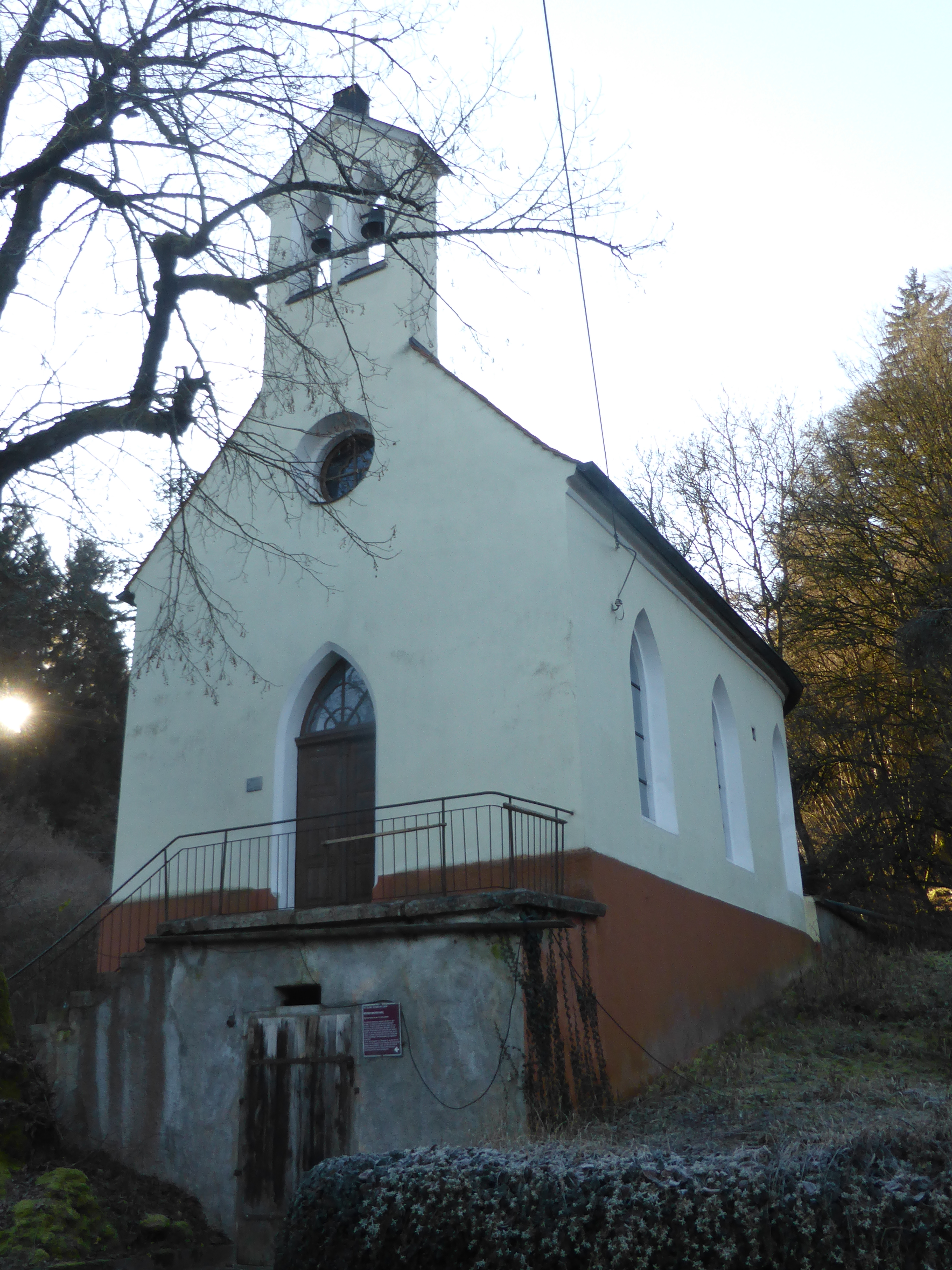
Kapelle St. Anna (Beilnstein)

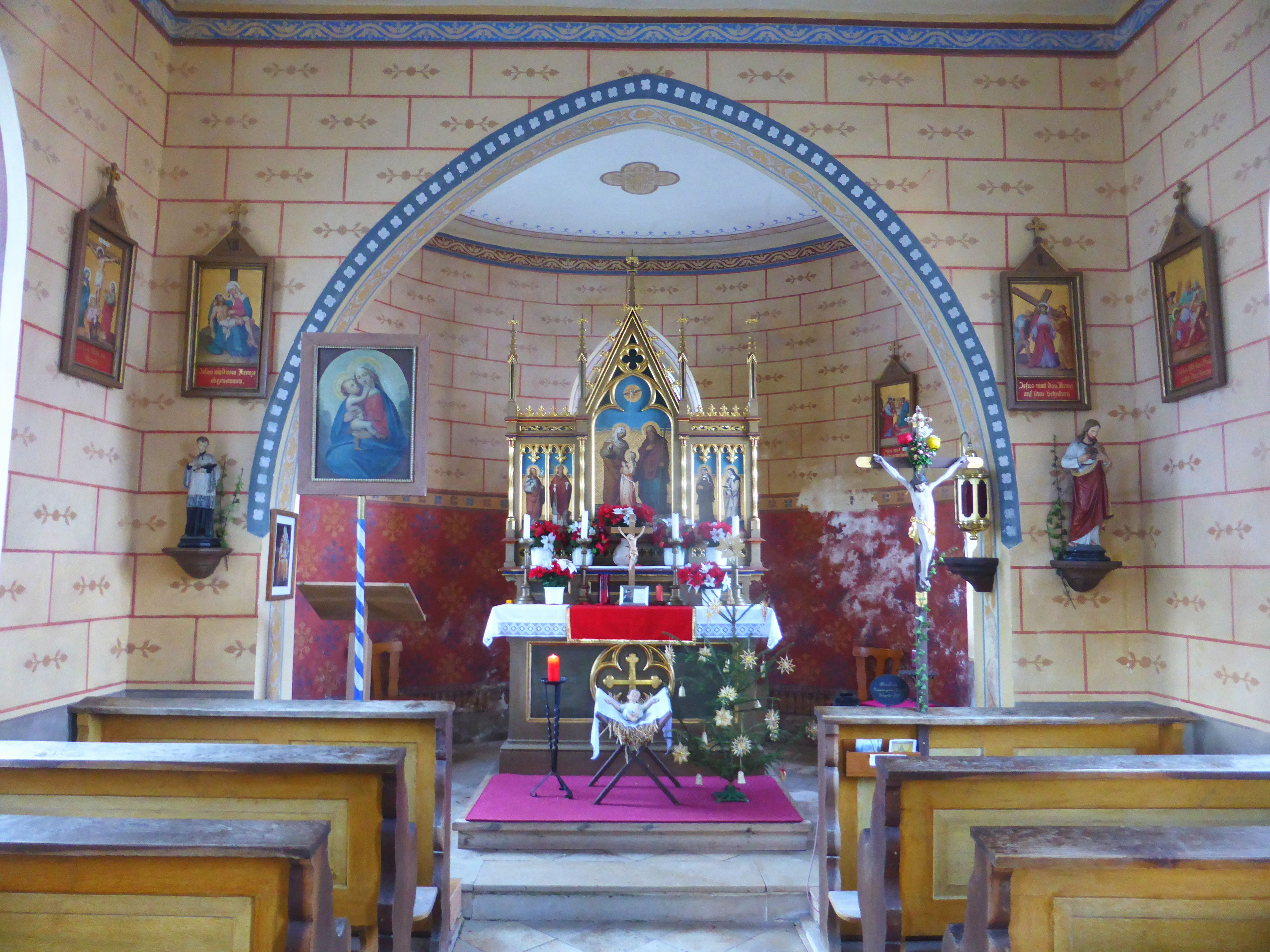
Hauptaltar der Kapelle St. Anna in Beilnstein

## St.-Anna-Kapelle
Zu dem Anwesen gehört auch die (heute denkmalgeschützte) St.-Anna-Kapelle. Diese ließ die  Witwe Anna Plank zwischen 1877 und 1878 im neugotischen Stil erbauen, 1878 wurde sie eingeweiht. Bis in die 1950er Jahre diente die Kapelle auch als Leichenhalle, in der die Verstorbenen von Beilnstein aufgebahrt wurden. 1998 wurde die Kapelle umfassend von Karl Jobst renoviert und am 19. Juli 1998 durch Domkapitular Robert Hüttner neu eingeweiht.